# 阿古斯丁·桑乔
阿古斯丁·桑乔（西班牙語：Agustín Sancho，1896年7月18日—1960年8月25日），西班牙男子足球运动员，司职中场。他曾代表西班牙国家队参加1920年夏季奥林匹克运动会足球比赛，获得一枚银牌。